# 八王子市立中野北小学校
八王子市立中野北小学校（はちおうじしりつ なかのきたしょうがっこう）は、東京都八王子市中野山王にある公立小学校。
2024年（令和6年）4月1日現在、生徒数154人、教員数30人である。

## 沿革
- 1967年（昭和42年）09月01日 - 第１回入学式
- 1968年（昭和43年）08月15日 - 大プール完成
- 1970年（昭和45年）05月18日 - 体育館完成
- 1975年（昭和50年）04月01日 - 校地内に市立清水小学校併設開校
- 2004年（平成16年）04月01日 - あさひ学級開設
- 2010年（平成22年）09月27日 - 南極「昭和基地」とのＴＶ会議実施（５．６年生）
- 2012年（平成24年）09月 - 耐震工事完了
- 2018年（平成30年）04月01日 - 特別支援教室開設

（この節の出典：）